# Villa Park (stadion)
Villa Park is een voetbalstadion in Birmingham. Het is het stadion van de Engelse voetbalclub Aston Villa FC.
Het stadion dateert uit 1897 en heet officieel Aston Lower Grounds. Villa Park heeft 43.300 zitplaatsen; er zijn weliswaar plannen het stadion uit te breiden naar 51.000 zitplaatsen, maar volgens de directeur moet er eerst geïnvesteerd worden in nieuwe spelers. Het veld is 105 meter lang en 69 meter breed.

## WK interlands
| №  | Datum        | Wedstrijd                   | Uitslag | Competitie             | Toeschouwers |
| -- | ------------ | --------------------------- | ------- | ---------------------- | ------------ |
| 1  | 13 juli 1966 | Argentinië – Spanje         | 2 – 1   | WK 1966 Groepsfase (B) | 48.000       |
| 2  | 16 juli 1966 | Argentinië – West-Duitsland | 0 – 0   | WK 1966 Groepsfase (B) | 51.000       |
| 3. | 20 juli 1966 | West-Duitsland – Spanje     | 2 – 1   | WK 1966 Groepsfase (B) | 51.000       |